# تالاگودا
تالاگودا (به لاتین: Talagoda) یک منطقهٔ مسکونی در سری‌لانکا است که در استان مرکزی (سری‌لانکا) واقع شده‌است.